# Millidgea navicula
Millidgea navicula är en spindelart som beskrevs av George Hazelwood Locket 1968. Millidgea navicula ingår i släktet Millidgea och familjen täckvävarspindlar.
Artens utbredningsområde är Angola. Inga underarter finns listade i Catalogue of Life.